# Iguana delicatissima
Iguana delicatissima är en ödleart som beskrevs av Laurenti 1768. Iguana delicatissima ingår i släktet Iguana och familjen leguaner. IUCN kategoriserar arten globalt som starkt hotad. Inga underarter finns listade i Catalogue of Life.
Denna leguan förekommer på Små Antillerna i Västindien. På några öar där den tidigare levde är den utdöd. Några öar har berg och där når Iguana delicatissima upp till 1000 meter över havet. Habitatet varierar mellan mycket torra buskskogar, lövfällande skogar, mangrove och regnskogar.
Vuxna individer är främst aktiva på morgonen och de äter olika växtdelar som blad, blommor, frukter och unga växtskott. Vid brist på lämpliga växter kan arten äta smådjur. Denna leguan är tillsammans med olika fåglar viktig för växternas fröspridning. Honan lägger beroende på utbredning 8 till 18 ägg i ett underjordiskt gömställe där marken sällan träffas av skuggor. Antagligen kläcks ungarna efter tre månader. Ungar och ungdjur klättrar främst i buskar och annan låg växtlighet och äldre exemplar syns ibland i trädens kronor. Individer av båda kön blir könsmogna efter två eller tre år men hannar parar sig sällan vid denna tidpunkt. De behöver uppnå en höge position i hierarkin. Troligen kan vissa exemplar leva 25 år.